# Teatro Felipe
El teatro Felipe fue un teatro de verano madrileño situado al inicio del paseo del Prado, junto a los Jardines del Buen Retiro, construido por Antonio Rodríguez Arango e inaugurado el 23 de mayo de 1885. Tomó el nombre de su propietario Felipe Ducazcal. Muerto Ducazcal en 1892, el teatro se trasladó provisionalmente a la calle Bailén, y tras modificarse su estructura según el proyecto de Pablo Aranda, se trasladó definitivamente a la esquina de las calles Álvarez Mendizábal y Altamirano, donde permanecería hasta su desaparición.

## Historia
De planta alargada para poder emplazarse entre las dos hileras de árboles del Salón del Prado, fue inaugurado por la compañía del Variedades y muy concurrido debido a sus representaciones de género chico; en su telón de boca aparecía pintada una alegoría con los retratos del inefable José Echegaray, el empresario Ducazal, actores como Rafael Calvo y Antonio Vico, y autores como Emilio Arrieta. Se hizo célebre a raíz del estreno el 2 de julio de 1886 de la La Gran Vía, zarzuela cómico-lírica-fantástica, con música de Chueca y Valverde. El éxito de esta obra hizo que se acabara representando en el Teatro Apolo que tenía más aforo. 
En 1890 se representaron obras como La baraja francesa, con música de Joaquín Valverde, Las tentaciones de San Antonio, con música de Chapí, y El chaleco blanco, con música de Valverde y Federico Chueca. En 1892, pocos meses después de morir Felipe Ducazal, la estructura fue trasladada a la calle Bailén (junto a la plaza de San Marcial, que luego se convertirá en parte del espacio de la Plaza de España). En este segundo emplazamiento el teatro presentó las modificaciones hechas al proyecto de Rodríguez Arango por Vicente Lampérez que, al contar con un solar más ancho, pudo ensanchar su estructura general, con fachada de más envergadura, y mejorar diversos servicios en el interior. Muy poco después, siguiendo un proyecto de Pablo Aranda de 1893 que funde los dos anteriores, el "Felipe" se instaló en la esquina de las calles Álvarez Mendizábal y Altamirano, donde permaneció hasta su desaparición.